# Colette Dumas
Marie-Alexandrine-Henriette Dumas Davy de La Pailleterie, dite Colette Dumas, née le 20 novembre 1860 à Paris 9e et morte le 17 novembre 1907 à Paris 17e, est une femme du monde du début de la Troisième République. 

## Biographie
Colette Dumas est la fille d'Alexandre Dumas fils et petite-fille d'Alexandre Dumas. Elle fréquente les milieux littéraires, théâtraux et proustiens de son époque. Elle épouse en 1880 l'homme d'affaires Maurice Lippmann (frère de la salonnière Madame Arman de Caillavet) dont elle divorce douze ans plus tard.

### Enfance
Fille de Nathalie Lefébure, rentière, âgée de 32 ans née à Paris et de père non déclaré, Marie Alexandrine Henriette Lefébure naît le 20 novembre 1860 chez sa mère 72 rue Neuve-des-Mathurins à Paris 9e. Elle est née de la liaison entre Nadejda von Knorring (1825-1895) et Alexandre Dumas fils, dont la mère a pris un nom d'emprunt.
Nadejda von Knorring, dite Nadine ou Nadejda Narychkine par mariage est une noble russe d'origine allemande de la Baltique (Livonie) et figure mondaine de la grande société européenne de l'époque. Nadine a déjà une fille de son mariage avec Alexandre Narychkine, Olga (1847-1927), mais elle s'est séparée rapidement de ce mari plus âgé, issu de la plus haute société pétersbourgeoise. Nadine a ensuite eu une liaison à partir de 1850 avec le dramaturge Alexandre Soukhovo-Kobyline (1817-1903) dont elle a une autre fille, Louise née en 1851. Nadine, enceinte de Colette, cache son état à la campagne à cause du scandale, mais son accouchement a lieu à Paris. Colette (tel est son prénom d'usage toute sa vie) est déclarée de père inconnu et d'une certaine Nathalie Lefébure, rentière. Elle est toute de suite élevée par Nadine, sa vraie mère, puis reconnue le 31 décembre 1864. En fait, Alexandre Dumas fils et Nadine vivent ensemble depuis 1852. Ils se marient en décembre 1864 à Neuilly-sur-Seine, après la mort d'Alexandre Narychkine survenue en mai 1864. La cérémonie de mariage officialisée par le maire de Neuilly a lieu de manière secrète. Un paragraphe de l'acte de mariage stipule que les vrais parents reconnaissent Marie-Alexandrine-Henriette, née rue Neuve-des-Mathurins dans le IXe arrondissement de Paris.
La petite fille est trilingue français, russe et allemand dès son plus jeune âge et douée d'un goût littéraire certain. Son père est enthousiasmé des progrès de sa fille et en fait part dans sa correspondance avec George Sand. C'est un père attentif, surtout après la naissance de sa seconde fille Jeannine. La petite sœur de Colette, de son vrai nom Marie-Olga-Jeanne, née en 1867, est davantage l'objet des soins de sa mère.

### Jeunesse
Jeune fille, Colette Dumas est fort jolie et cultivée. Elle connaît dès son jeune âge les amis de son père, parmi les noms appréciés de la littérature et des arts de cette époque, comme par exemple Maupassant, Victor Hugo, Autran, Cottinet, ou plus tard Madeleine Lemaire qui eut une liaison avec son père - ou encore Jules Machard qui firent son portrait, ou encore Jacques-Émile Blanche qui fit celui de sa sœur. Elle fréquente le salon de Madame Arman de Caillavet et y fait la connaissance de son frère, Maurice Lippmann, qu'elle épouse le 6 février 1880. Un an plus tard, son père lui dédie sa pièce La Princesse de Bagdad. De son mariage sont issus deux fils, Alexandre-Auguste (1881-1960) et Serge-Napoléon (1886-1975). La jeune Mme Lippmann qui reçoit une certaine élite parisienne cultivée, est reçue dans les salons dreyfusards mondains de la Troisième République (comme celui de Mme Straus que fréquente également Marcel Proust), mais certaines portes de l'aristocratie du faubourg Saint-Germain lui sont fermées.

### Adulte
Elle accueille sa mère malade dans son appartement de l'avenue Niel en 1887, lorsque son père affiche sa liaison, à soixante-trois ans, avec Henriette Régnier. Le père et la fille se brouillent à cette occasion, et sa sœur Jeannine prend le parti de son père qui meurt en 1895. Colette Dumas, divorcée en 1892, épouse en 1897 un médecin roumain, le docteur Achille Matza. 
Colette Dumas meurt le 17 novembre 1907. Elle est enterrée au cimetière ancien de Neuilly-sur-Seine.

## Illustrations

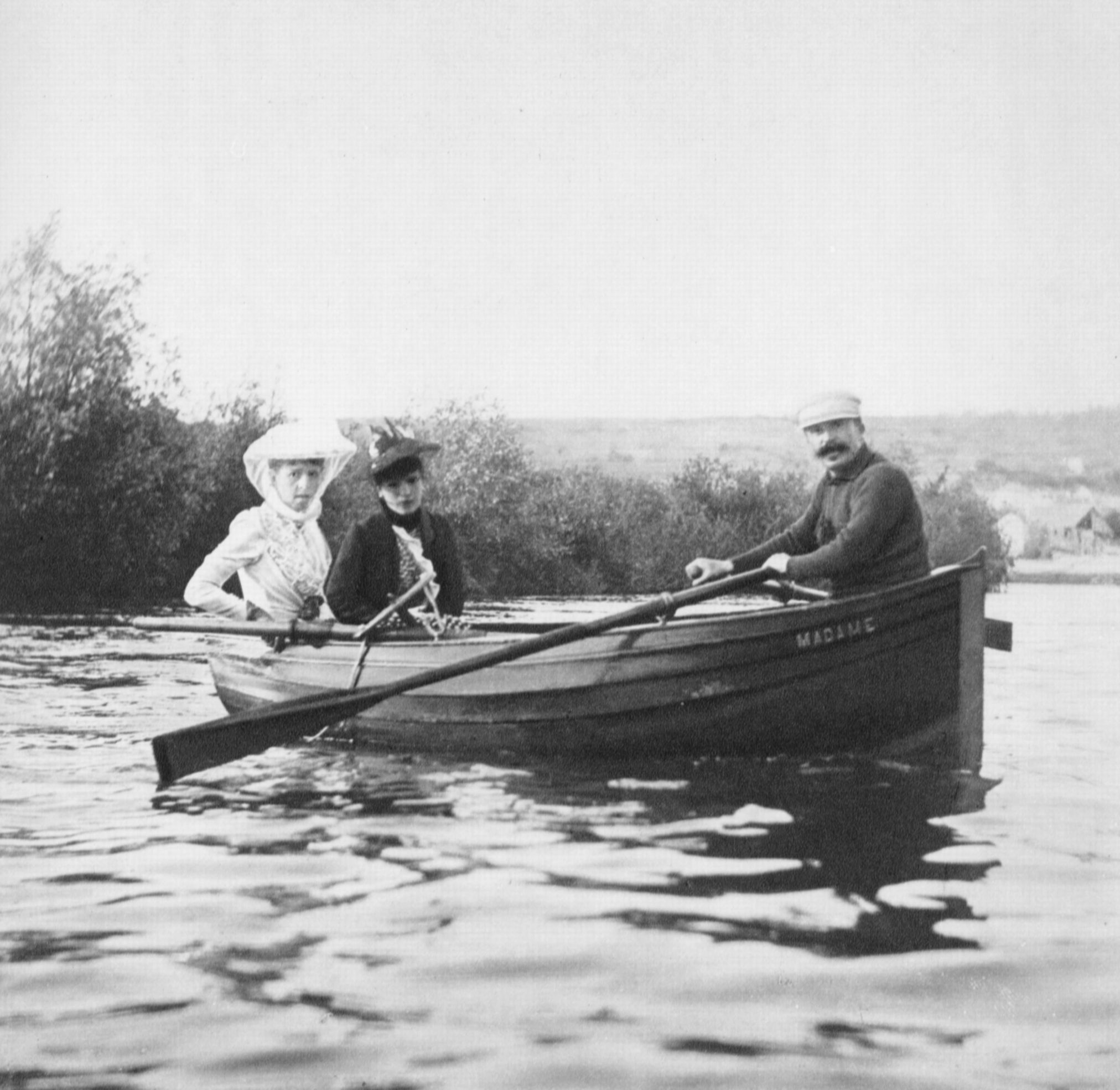
Mme Straus, Colette Lippmann née Dumas et Guy de Maupassant en barque sur la Seine, photographie du comte Primoli, été 1889.
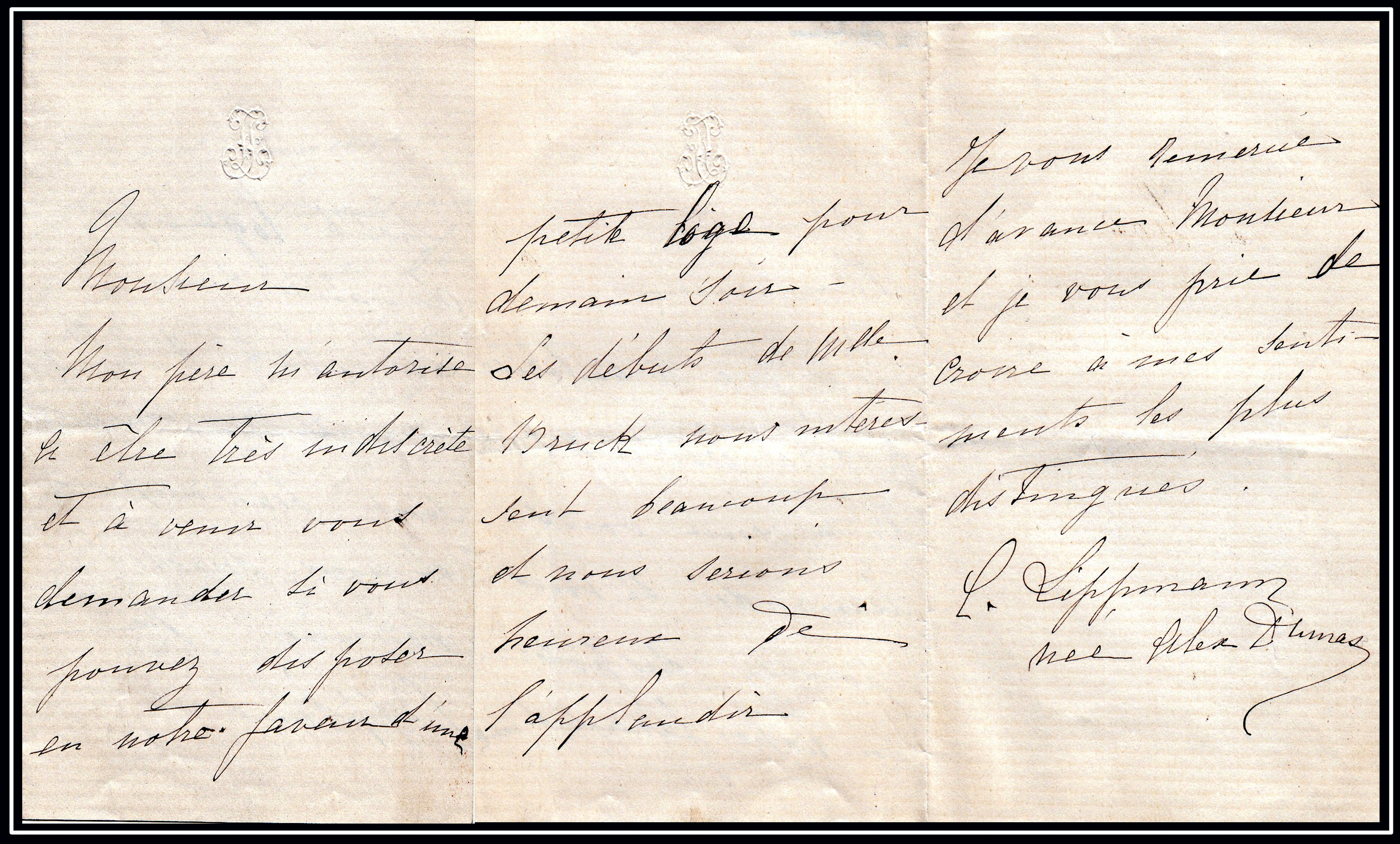
Lettre autographe de Colette Dumas.
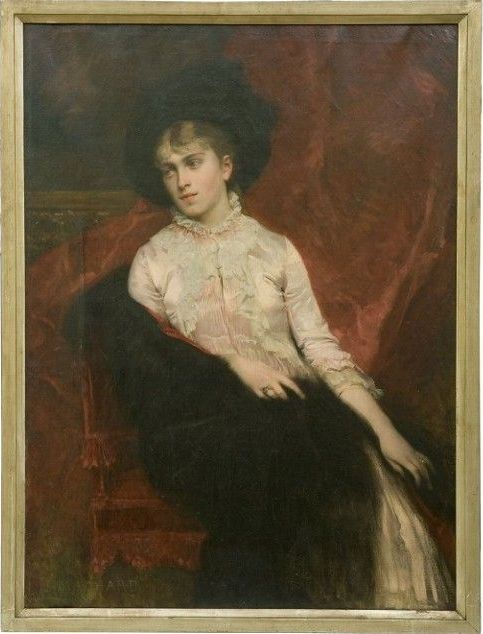
Portrait de Mme Lippmann, née Dumas (1882) par Jules Machard, musée Alexandre-Dumas de Villers-Cotterêts.